# کرکی کرکی
«کرکی کرکی» (به انگلیسی: Flocky Flocky) ترانه‌ای از رپر آمریکایی دان تالیور به‌همراهٔ تراویس اسکات می‌باشد که در ۸ اکتبر سال ۲۰۲۱ بر روی دومین آلبوم استودیویی وی تحت عنوان زندگی یک دان منتشر گردید.